# Wonderland Sydney
Koordinaten: 33° 48′ 4″ S, 150° 50′ 51″ O
Der Wonderland Sydney war ein Vergnügungspark in Eastern Creek, New South Wales, Australien, der 1985 eröffnet wurde. Ein früherer Name des Parks lautete Australia's Wonderland. Am 26. April 2004 wurde der Park geschlossen.

## Achterbahnen
| Name       | Typ                                | Hersteller | Eröffnung | Schließung |
| ---------- | ---------------------------------- | ---------- | --------- | ---------- |
| Beastie    | Holzachterbahn, Familienachterbahn | unbekannt  | 1985      | 2002       |
| Bush Beast | Holzachterbahn                     | unbekannt  | 1985      | 2004       |
| Demon      | Shuttle Coaster                    | Vekoma     | 1992      | 2004       |